# Sue Evans
Sue Evans (7. juli 1951 i New York, USA) er en amerikansk percussionist og trommeslager.
Evans er nok mest kendt fra sit medlemskab i Gil Evans big band (1969-1982), både som trommeslager og percussionist. 
Hun har også spillet med Steve Kuhn, George Benson, Art Farmer, Randy Brecker, Billy Cobham, Hubert Laws og David Sanborn.
Evans, der mest har figureret som percussionist, har også spillet klassisk symfonimusik med New York Philharmonic, Brooklyn Philharmonic og New Jersey Symphony Orchestra.
Hun har op gennem 1980´erne spillet popmusik med bl.a. Suzanne Vega, Michael Franks, James Brown og gruppen Blood, Sweat and Tears.